# جي. س. سبنسر
جي. س. سبنسر (بالإنجليزية: G.C. Spencer)‏ هو سائق سباق أمريكي، ولد في 1925 في أوينسبورو في الولايات المتحدة، وتوفي في 2007 في جونسون سيتي في الولايات المتحدة بسبب نفاخ رئوي.